# 공증

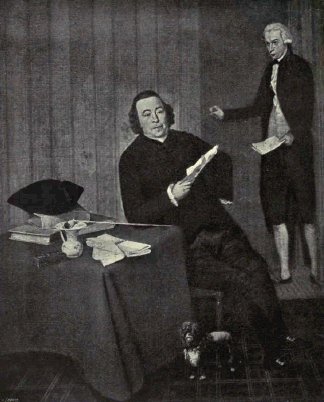

공증(公證)이란 특정 사실 또는 법률관계의 존부를 공적 권위로써 증명하는 행정행위이다. 보통 공증은 의무가 없는 사항을 대상으로 하며 성질상 요식행위이자 기속행위이다.
공증은 국민들이 거래와 관련한 증거를 보전하고 권리 실행을 쉽게 하기 위해 공증인(공증인가 법무법인 등 포함)이 특정한 사실이나 법률관계의 존부를 공적으로 증명하는 제도다. 공증서류는 민·형사 재판에서 강력한 증거력을 갖고 있기 때문에 당사자가 합의한 문서를 공증하면 사전에 분쟁을 예방할 수 있다. 한국은 1912년 조선민사령 제4조에 의해 근대적 공증제도를 도입했다.

## 항고소송 대상인지 여부
공증은 원래 공적 장부에의 등재 및 변경행위에 불과 함으로 권리관계의 번동을 가져오지 않는 것이 일반적이다. 때문에 공증은 일반적으로 항고소송의 대상인 처분으로 보기는 어렵다. 그러나 국민의 권리나 의무에 변동을 초래하는 등재 행위는 행정소송법 제2조 제1항 제1호의 처분이며, 법적 행위이므로 항고소송의 대상인 처분에 해당한다.
대한민국에서 공증 행위 가운데 처분성을 인정해 항고소송의 대상으로 인정한 사례는 지목변경신청반려행위(2003두9015), 건축물대장의 용도변경신청거부(2007두7277) 작성신청의 거부(2007두17359), 도지분할신청 거부행위( 92두7542) 등이 있다.

## 회사의 정관 공증
회사설립시의 정관이 효력을 발생하려면 공증인의 인증을 받아야 하며 공증인의 인증을 받지 않은 원시정관은 무효이다. 단 자본금이 10억원 미만인 소규모주식회사의 경우 예외로 발기인들이 정관을 작성하고 기명날인 또는 서명을 하면 그것만으로 바로 정관의 효력이 발생한다

## 같이 보기
- 스마트 계약